# Schnellpolka
Als Schnellpolka wird eine Variante der Polka bezeichnet, die in schnellem Tempo oder im schnelleren 4/8-Takt statt im üblichen 2/4-Takt steht. Sie kam im 19. Jahrhundert auf und wurde u. a. von Johann Strauss (Sohn) und seinen Brüdern Eduard und Josef aufgegriffen.
In der Schweizer Volksmusik werden Musikstücke, die im Polka-Rhythmus im 4/8-Takt stehen, als Schnellpolka bezeichnet, da die Polka in der Schweiz im gemütlichen 2/4- oder 4/4-Takt stehen. In Österreich ist der Begriff Polka (schnell) gebräuchlich. In der Ländlermusik sind die Schnellpolkas vergleichbar mit einem Schottisch in hohem Tempo. Viele Schnellpolkas lehnen sich der Oberkrainer-Musik an, andere wiederum haben den Charakter von Bravour-Stücken. Schnellpolkas sind in der Ländlermusik relativ selten. In der älteren Schweizer Volksmusik sind sie gar nicht vertreten.

## Beispiele für Schnellpolkas

### Eduard Strauß
- Bahn frei op. 45
- Außer Rand und Band, op. 168

### Johann Strauss (Sohn)
- Schnellpost-Polka op. 159
- Helenen-Polka op. 203
- Tritsch-Tratsch-Polka op. 214
- Perpetuum Mobile op. 257
- Vergnügungszug op. 281
- Process-Polka op. 294
- Par force-Polka op. 308
- Express-Polka op. 311
- Leichtes Blut op. 319
- Unter Donner und Blitz op. 324
- Freikugeln op. 326
- Éljen a Magyar! op. 332
- Im Sturmschritt, op. 348
- Die Bajadere op. 351
- Auf der Jagd op. 373
- Rasch in der That op. 409
- Muthig Voran op. 432

### Josef Strauss
- Auf Ferienreisen op. 133
- Im Fluge op. 230
- Ohne Sorgen, op. 271

### In der volkstümlichen Musik
- Trompetenecho von Slavko Avsenik
- Jetzt wird gfäschtet von Isidor Rüdisüli
- Blond Käthchen von Hugo Bigi